# Charles Jauquier
 (août 2010).
Charles Jauquier, né le 12 février 1920 à Coumin (Cheiry) et mort le 26 août 1998  à Villars-sur-Glâne, est un ténor suisse. Il est enterré à gauche du porche de l'église de Surpierre, dans la Broye fribourgeoise.

## Biographie
Issu d'une famille d'agriculteurs de la Broye fribourgeoise, Charles Jauquier chante comme soliste aux liturgies paroissiales de Surpierre dès l'âge de 8 ans. En 1937, le compositeur et chef de chœur Joseph Bovet le remarque et l'invite à chanter pour sa Maîtrise de Saint-Nicolas à la cathédrale de Fribourg. 
La formation musicale de Charles Jauquier débute en 1944 au Conservatoire de Neuchâtel où il suit les classes d'Ernest Bauer et du compositeur Paul Benner. En 1945, il étudie l'art et la tradition du chant grégorien chez les Bénédictins de l'Abbaye de Solesmes, dans la Sarthe. 
Après avoir passé un semestre dans la classe du maître d'opéra Fernando Capri, en 1950, au Conservatoire de Genève, Charles Jauquier poursuit durant quatre ans ses classes professionnelles à Lausanne. En 1954, il obtient le Premier Prix de virtuosité avec félicitations du jury puis remporte le Concours international de chant de Verviers (Belgique). 
En 1955, Charles Jauquier est nommé premier soliste de la célèbre Fête des vignerons. 
La carrière internationale de Charles Jauquier se développe entre 1953 et 1985. En parallèle à ses activités de soliste de La Chanson de Fribourg auxquelles il est toujours resté fidèle, le ténor se produit à Paris sous la direction de Marcel Couraud, Jean Fournet, Igor Markévitch, Jean Martinon, et à Genève avec Ernest Ansermet et Samuel Baud-Bovy. 
Durant plus de deux décennies, il chante à Colmar, sous la baguette d'André Roth, ainsi qu'à Salzbourg, avec Bernhard Paumgartner. Il donne de nombreux concerts, comme sur les scènes de Bâle, Cologne, Francfort, Londres (Royal Festival Hall), Milan (La Scala), Munich, Rome, Tokyo et Zurich.
Dans les années 1990, la voix du ténor suisse est reprise par le groupe de musique électronique Enigma pour les besoins de ses compositions.

## Répertoire
En parallèle à son vaste répertoire classique, Charles Jauquier a été très présent dans le domaine du chant populaire et religieux.
Parmi ses nombreux enregistrements, il a notamment chanté comme soliste chez EMI, dans la célèbre série La Voix de son Maître. 

## Discographie
Voici une discographie non exhaustive de Charles Jauquier : 
Cassettes (K7)
- Gregoriani Cantus 73546 (Tudor)
- Pierre Kaelin 20 printemps, vol 1 et 2 (Disque Office, 45 097/98)
- Musik an Schweizer Hauptkirchen zur Zeit der Renaissance und im 19. Jahrhundert : 9. Abendmusik im Berner Münster (Radio DRS, 1991)

Disques 45 tours
- L'Esprit de Noël
- L'armailli des Grands Monts  (His Master's Voice, HE 394)
- L'Immortelle de Jean (Decca, D 18249)
- Les chemins de la mer (Decca, [entre 1948 et 1953]
- Hommage à Gustave Doret
- D'une Même Voix No. 1 (PKLP 21/22)
- Les chemins de la mer (Ed. Studio S.M., 1955-1965)

Disques 33 tours
- Ischa (Ed. Studio S.M., 1969) - création du rôle d'Archios

- La Chanson de Fribourg I (Evasion, 1975)

- Music from Switzerland (Gotham, GRC-3047)
- Psalmus Friburgensis (Electromusic, P 1981)

- Messe pour les jeunes (Chorus, 1984)

- Gregoriani Cantus (Tudor, 73046 / PAN, 130001)
- Prière et beauté : monodies du Xe au XVe siècle (Harmonia mundi France P 1987)
- Il chante encore l'Abbé Bovet I (Tell, TLP 5025)
- Il chante encore l'Abbé Bovet II (Tell, TLP 5035)
- Moments solennels : chants et musique (Electromusic EMLP 4683)

- L'Abbé Bovet Chante Noël (Tell, TLP 5433)

- Noël en Romandie (Tell, TLP 5801)
- Chanson d'Ici (Tell, TLP 6101)
- La Chanson de Fribourg (SM, 25A 109)
- La Chanson de Fribourg II
- Festival images de mon pays (Audio-Film, AF 30-45205)
- Psalmus Friburgensis et Liturgies d'été (EMR, L 2182)

CD
- Gregoriani Cantus (Tudor, 714)

- Fêtes des Vignerons de Vevey 1905 & 1927 (DO 65109/III)
- Fête des Vignerons Vevey 1955 (Philips, 832 318-2)
- Bernard Reichel (Gallo, 1174)
- Pergolesi : Messa F-dur (Rivo Alto, P 45 RA8922)
- Litaniae lauretanae KV 195 ; Litaniae de venerabili altaris sacramento KV243 / Wolfgang Amadeus Mozart (Musidisc, MU 750)
- Charles Jauquier : Florilège (Artlab, 99129) ; Coffret posthume

### Articles de presse
- Le soliste Charles Jauquier a chanté et œuvré pour la paix. La Liberté. Fribourg, 3 août 1993.
- Une voix, une vie, un pays : le ténor fribourgeois Charles Jauquier fête ses 75 ans. Revue des musiques. St-Gall, janvier 1995. no 2, p. 23-24.
- Charles Jauquier a chanté sa dernière messe à 75 ans. La Liberté. Fribourg, 25 avril 1995, p. 15.
- Charles Jauquier (1920-1998), le ténor à la voix d'or. L'Écho Magazine. Genève, 24 septembre 1998. no 39, p. 10.
- Hommage au ténor fribourgeois Charles Jauquier. Revue musicale de Suisse romande. Yverdon, décembre 1998. no 4, p. 26-29.
- La voix claire. La Gruyère. Bulle, 24 juillet 1999. no 85, p. 20.
- Florilège de Charles Jauquier. L'Accord. Vuisternens-en-Ogoz, 23 septembre 1999, p. 23.
- Posthume Ehrung für einen Sänger. Freiburger Nachrichten. Fribourg, 4 octobre 1999.

## Source
- Cette page est adaptée ou copiée (en partie ou en totalité) de l'article « Charles Jauquier » sur l'encyclopédie Wikimini, mais a pu être modifiée depuis. Page consultée le 21 août 2010.